# Nothopogon
Nothopogon is een vliegengeslacht uit de familie van de roofvliegen (Asilidae).

## Soorten
- N. triangularis Artigas & Papavero, 1991